# Moore nördlich Bad Aibling
Die heutigen Moore nördlich Bad Aibling bezeichnen das FFH-Gebiet 8038-372 nördlich Bad Aiblings im Süden von Bayern.

## Lage
Das FFH-Gebiet besteht aus drei Einzelkomplexen:
- dem Hochmoor der „Thanner Filze“,
- dem Hochmoor der „Benediktenfilze“ mit seinen randlichen Streuwiesen und
- dem Niedermoorgebiet des „Braunaumooses“.

Alle liegen im Nördlichen Alpenvorland vollständig im Landkreis Rosenheim
im Naturraum des Inn-Chiemsee-Hügellandes, das den vom Inn-Gletscher während der letzten Eiszeit geprägten Teil der Zone des voralpinen Hügel- und Moorlandes darstellt.

## Geschichte
Ursprünglich wurden die Thanner Filze wie viele andere Moorgebiete im Voralpenland zur Torfgewinnung genutzt.

## Naturschutz
Die Thanner Filze und die beiden anderen Moore sind als FFH-Gebiet ausgezeichnet.